# Deriba-kráter
A Deriba-kráter a Dzsebel Marra hegy legmagasabb pontján található, 3042 méter magas vulkáncsúcs Dárfúr tartomány nyugati részén Szudánban.
Ez a csúcs lett az ország legmagasabb pontja miután Dél-Szudán függetlenedett.
A kráterben egy tó található. Legutolsó kitörése 3500 éve történhetett, jelenleg alvó vulkán.
Krátere klasszikus kör alakú, a magmakamrából a heves kitörés következtében  rengeteg kőzet és talaj tört elő. Két kráter is képződött, a belsőben krátertó alakult ki.
A tavat csapadékvíz táplálja, mivel a falak magasabban fekszenek a belső kráternél így az "üstbe" esővíz tud lefolyni. A közel 3000 méteres magasság miatt mérsékelt övi klíma uralkodik a hegy környékén, ezért csapadékosabb az időjárás.

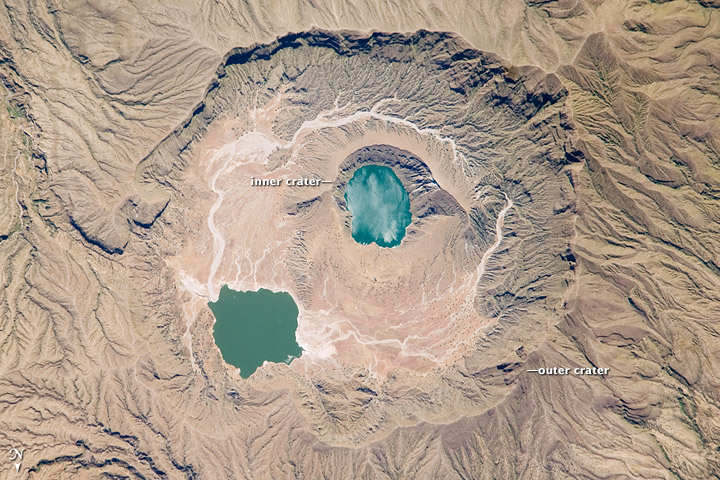
Deriba-kráter, űrfelvétel 2008-ból
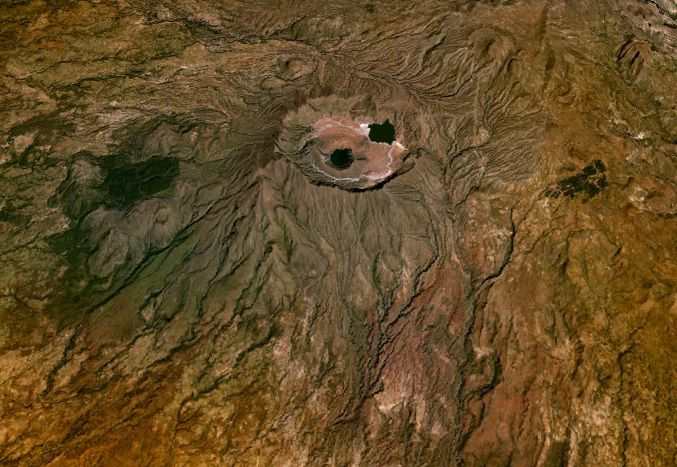
NASA World Wind program által készített kép

## Fordítás
- Ez a szócikk részben vagy egészben  a   Deriba Caldera című angol Wikipédia-szócikk ezen változatának fordításán alapul.  Az eredeti cikk szerkesztőit annak laptörténete sorolja fel. Ez a jelzés csupán a megfogalmazás eredetét és a szerzői jogokat jelzi, nem szolgál a cikkben szereplő információk forrásmegjelöléseként.

## Külső hivatkozások
- Űrfelvétel :
- NASA felvételek: Deriba Caldera
- Smihsonian intézet : [halott link]